# Davul

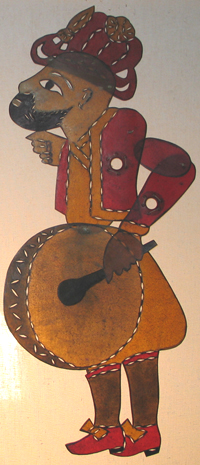
Karagöz mit Davul

Davul, auch dahol, ist eine zweifellige Zylindertrommel, die im gesamten orientalischen Raum verbreitet ist. In Iran und Afghanistan wird sie dohol genannt, in Osteuropa, wo sie vor allem in der Volksmusik auf der Balkanhalbinsel verankert ist, heißt sie tapan, tupan (bulgarisch Тъпан), daoúli (griechisch νταούλι) oder albanisch daullja.
Die türkische davul hat einen flachen hölzernen Korpus, der mit zwei unterschiedlichen Fellen bespannt ist. Der Spieler trägt sie an einem Riemen über der linken Schulter. Das höhere Fell auf der linken Seite wird mit einer dünnen Gerte (çubuk), das tiefere rechts mit einem massiven Schlägel (tokmak) geschlagen.

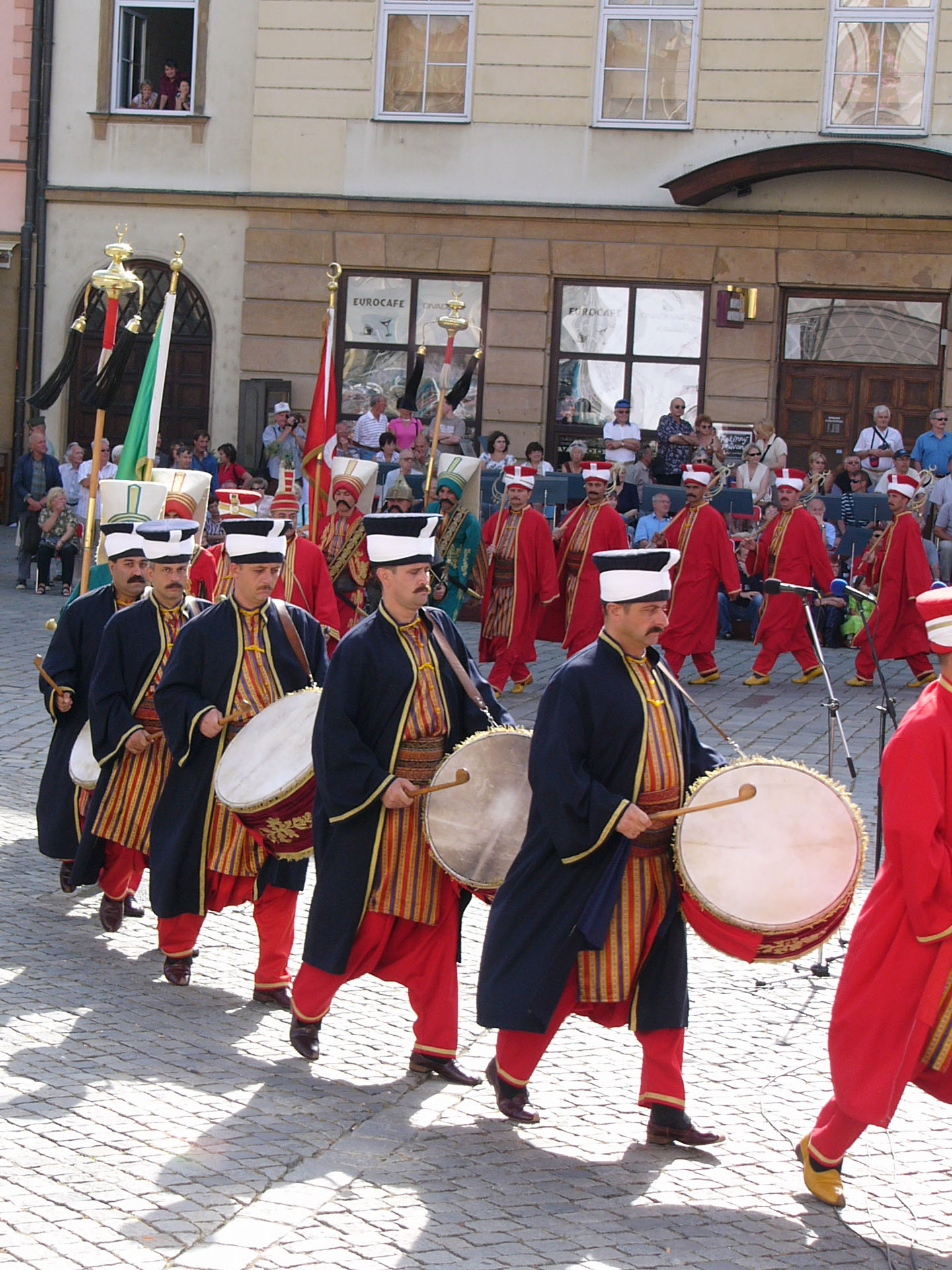
Davul in einer Janitscharenkapelle

Die davul wird häufig mit dem Doppelrohrblatt-Instrument zurna zusammen gespielt. Beide Instrumente begleiten auch den orientalischen Volkstanz Halay. Die Kombination aus einer Röhrentrommel und einem Blasinstrument vom Typ einer surnai findet sich in vielen asiatischen Ländern. Über die Janitscharenmusik gelangte sie als große Trommel in die westliche Militär- und Orchestermusik. Bei der Erfindung des Jazz-Schlagzeugs stand sie Vorbild für die Bass-Drum.
Heutzutage findet man die davul aufgrund ihres durchdringenden Klanges vermehrt auch in der Musik der Mittelalterszene.

## Etymologie
Die Namen vieler orientalischer und mittelalterlich-europäischer Trommeln gehen auf den allgemeinen arabischen Begriff ṭabl für Trommeln zurück. Osmanische Geschichtsschreiber haben davul über das osmanischsprachige ṭabıl von ṭabl abgeleitet. Das Wort in einem zentralasiatischen Text aus dem 11. Jahrhundert für eine während der Falkenjagd geschlagene Trommel wurde als tovil oder tovul gelesen. Persische Trommeln heißen entsprechend duhul, kurdische duhol. Einen gleich klingenden Namen trägt ferner die südindische Doppelfelltrommel dhavul oder tavil. In Sri Lanka wird die zweifellige hölzerne Zylindertrommel dawula (daula) wie die türkische Trommel über die Schulter gehängt. Sie tritt bei religiösen Zeremonien in Erscheinung, ein Bericht von 1957 beschreibt die Trommel im Zusammenhang mit einer exorzistischen Zeremonie namens tovil. Früher galt die zentralasiatische davul als Schamanentrommel.
Der Name für die arabische Trommel stammt letztlich über das aramäische tablā vom akkadischen Wort tabālu ab, das im 8. Jahrhundert v. Chr. auftauchte. Über die Herkunft des Instruments ist damit nichts ausgesagt, denn was tabālu bedeutete, ist unklar. Die aus Abbildungen bekannten mesopotamischen Trommeln wie die akkadische lilissu und die noch ältere sumerische balaggu waren allem Anschein nach keine Vorläufer der davul.